# امبر بروکس
امبر بروکس (انگلیسی: Amber Brooks؛ زادهٔ ۲۳ ژانویهٔ ۱۹۹۱) بازیکن فوتبال اهل ایالات متحده آمریکا است.
از باشگاه‌هایی که در آن بازی کرده‌است می‌توان به باشگاه فوتبال زنان بایرن مونیخ، باشگاه فوتبال بایرن مونیخ، باشگاه فوتبال ونکوور وایتکپس، وسترن نیویورک فلش، باشگاه فوتبال پورتلند تورنز، هیوستون دش، و باشگاه فوتبال رین اشاره کرد.
وی همچنین در تیم‌های ملی فوتبال United States women's national under-17 soccer team, United States women's national under-20 soccer team، زیر ۲۳ سال زنان ایالات متحده آمریکا، و زنان ایالات متحده آمریکا بازی کرده‌است.